# Fäbods naturreservat
Fäbods naturreservat är ett naturreservat i Hofors kommun i Gävleborgs län.
Området är naturskyddat sedan 2018 och är 8 hektar stort. Reservatet ligger vid norra stranden av Fäbodsjön och består av ängsmark och granskog med enstaka enar, rönnar, björkar och tallar